# Autoba gayneri
Autoba gayneri là một loài bướm đêm trong họ Erebidae.